# Hover
«Hover» (также известный как просто «Hair Peace Salon») — EP белорусской рок-группы «Hair Peace Salon», записанный на студии Геннадия “Gena Dee” Сырокваша «X-NOISE Factory», вышедший в 2005 году. Все песни исполнены на английском языке.

## Приём критиков
О’К, обозреватель «Музыкальной газеты», описал материал CD, который оставляет отсылки к прогрессивному року, словами «гитарный, богатый по мысли, эффектный», оценив как отличный вокал, так и бедность на аранжированные эмоции. По его мнению, песни с EP очень похожи на песни «Jitters», также группы британского рока, с EP «Promo Disk 2005», а наиболее заметные произведения на пластинке: «Hover» и «Morning Stuff».
Позже «Hover» как часть компиляции «Spotlight On» была отмечена Дэйвом Числеттом за эклектичность и вокал, как у Билли Маккензи.
Сергей Будкин, музыкальный критик Будзьма беларусамі!, с высоты обзора альбома «Hair Peace Salon» «Gentleman» выражал грусть, что «бесподобное произведение» «Hover» не нашло своё место на той пластинке.

## Награды
«Победный гимн» «Hover» позволил группе выиграть в июне 2007 года финал конкурса «ИдиНаРок» с призом записать песню на профессиональной музыкальной студии.

## Список композиций
| №  | Название        | Длительность |
| -- | --------------- | ------------ |
| 1. | «Hover»         | 3:45         |
| 2. | «One Message»   | 3:20         |
| 3. | «Morning Stuff» | 3:52         |

## Участники
| Hair Peace Salon: - Олег Вяль — ведущий вокал, гитара. - Вадим Дубина — соло-гитара, бэк-вокал. - Максим “Gandibober” Девиченский — бас-гитара. - Артур Лучков — ударные. |